# Kamienica Krasińskich w Warszawie
Kamienica Krasińskich, także kamienica Heurichowska lub kamienica Raczyńskiego – kamienica znajdująca się przy placu Stanisława Małachowskiego 2 na rogu ulicy Traugutta w Warszawie. Jest przykładem monumentalnej architektury warszawskiej początku XX wieku.

## Historia
W miejscu obecnego budynku w 1848 roku, rodzina hrabiowska Krasińskich zbudowała kamienicę według projektu architekta Franciszka Marii Lanciego. W latach 1868–1871 bankier warszawski Leopold Stanisław Kronenberg, na sąsiedniej posesji, wzniósł swoją rezydencję według projektu berlińskiego architekta Friedricha Hitziga. Dzięki zachowanym fotografiom z tamtej epoki wiadomo, że kamienica Lanciego liczyła trzy niewysokie kondygnacje (odpowiadające wysokością dwóm kondygnacjom pałacu Kronenberga) i znacznie ustępowała rangą sąsiedniemu pałacowi.
Z tego powodu właściciele zdecydowali się na początku XX wieku na rozbiórkę budynku Lanciego i zastąpienie go reprezentacyjnym domem mieszczącym zbiory biblioteczne i artystyczne rodu Krasińskich. Projektowanie powierzono architektowi Janowi Heurichowi. W trakcie budowy obiekt sprzedano jednak hrabiemu Edwardowi Raczyńskiemu, który zmienił przeznaczenie na reprezentacyjną kamienicę czynszową. W latach 1907–1910 wzniesiono budynek o sześciu wysokich kondygnacjach z podpiwniczeniem, z potężną attyką i dodatkową siódmą kondygnacją z oknami wkomponowanymi w fryz pod gzymsem wieńczącym. Bogato przeszklony parter budynku mieścił lokale sklepowe. Budynek dostawiony do południowej ściany szczytowej pałacu Kronenberga, przewyższał go znacznie.
Budynek pełnił swoją funkcję do roku 1944, kiedy to został spalony przez Niemców. Odbudowany w latach 1949–1950 według projektu Bohdana Pniewskiego, z przeznaczeniem na siedzibę Ministerstwa Poczt i Telegrafów (od 11 marca 1955 roku przekształcone w Ministerstwo Łączności), o czym świadczą monogramy „MPiT” pośrodku krat okiennych parteru. W ramach odbudowy zlikwidowano witryny parteru zastępując je normalnymi oknami, a także powiększono kubaturę budynku, dodając skrzydło od ulicy Traugutta.
Do architektury kamienicy nawiązali twórcy Marszałkowskiej Dzielnicy Mieszkaniowej projektując budynki przy placu Konstytucji.
Budynek zajmowany przez dziesięciolecia na cele ministerialne został sprzedany firmie deweloperskiej.

## Galeria

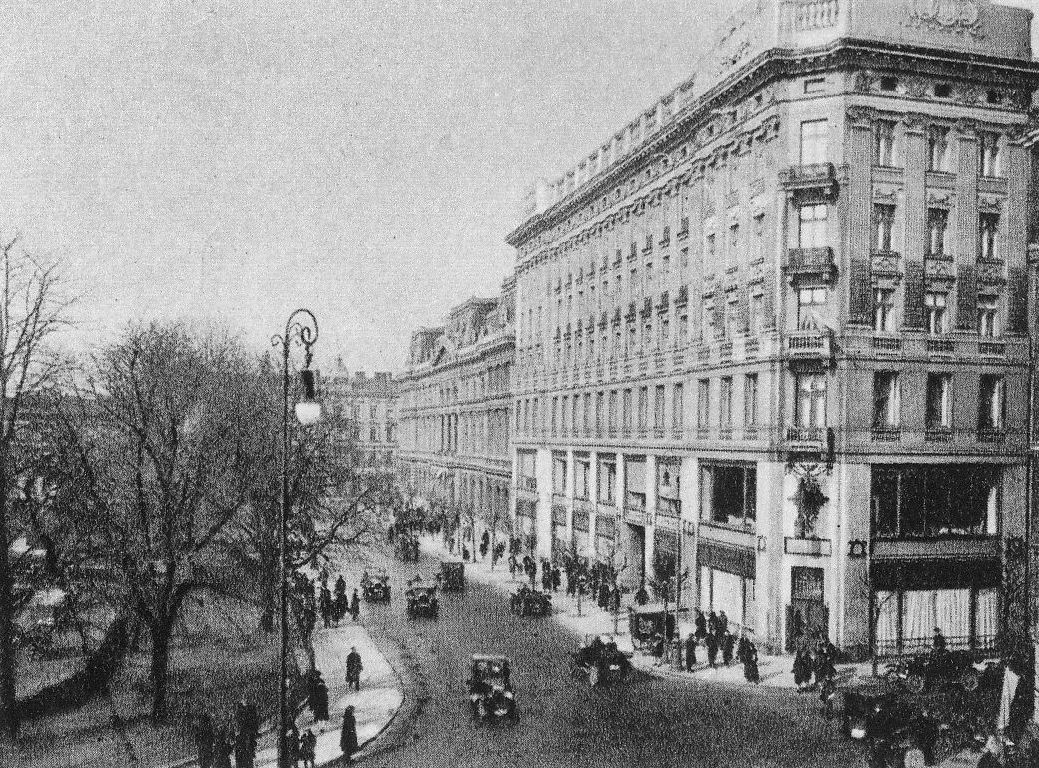
Kamienica przed 1939
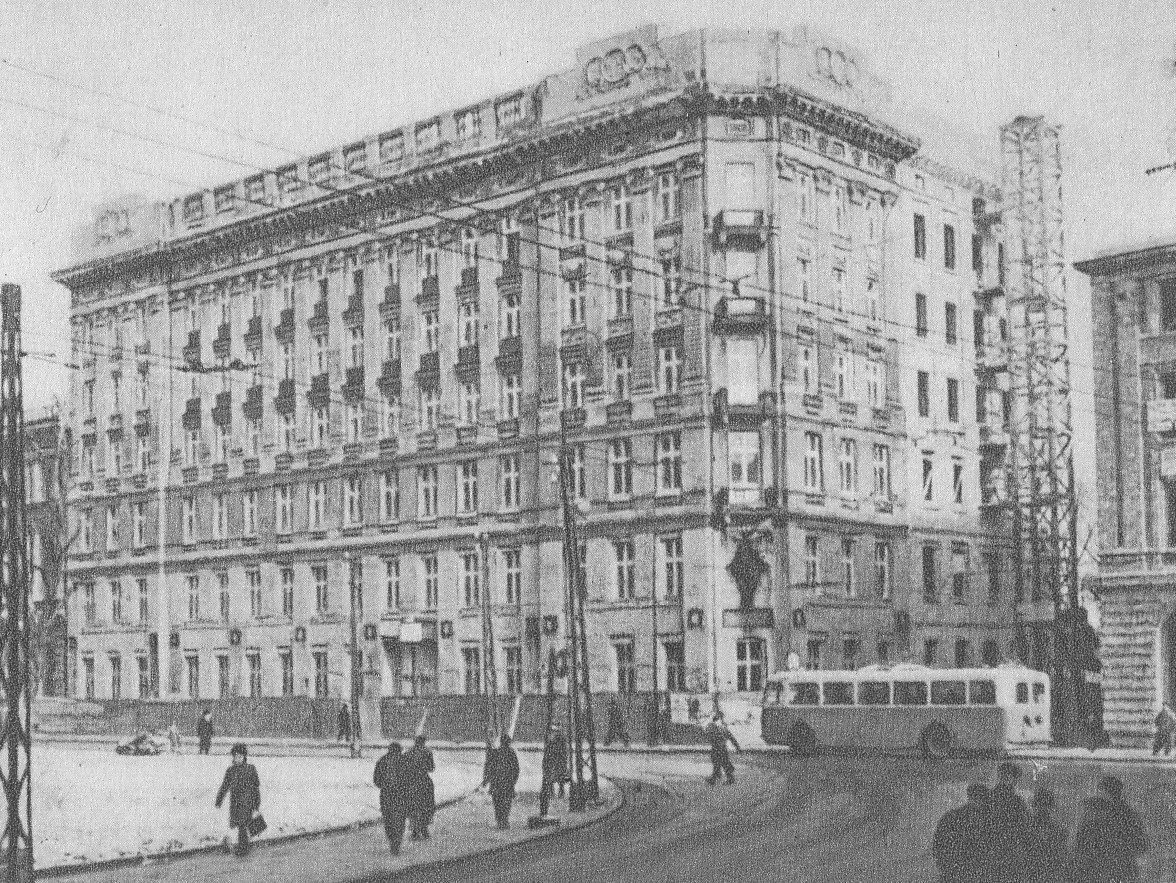
Kamienica w trakcie odbudowy (1949)
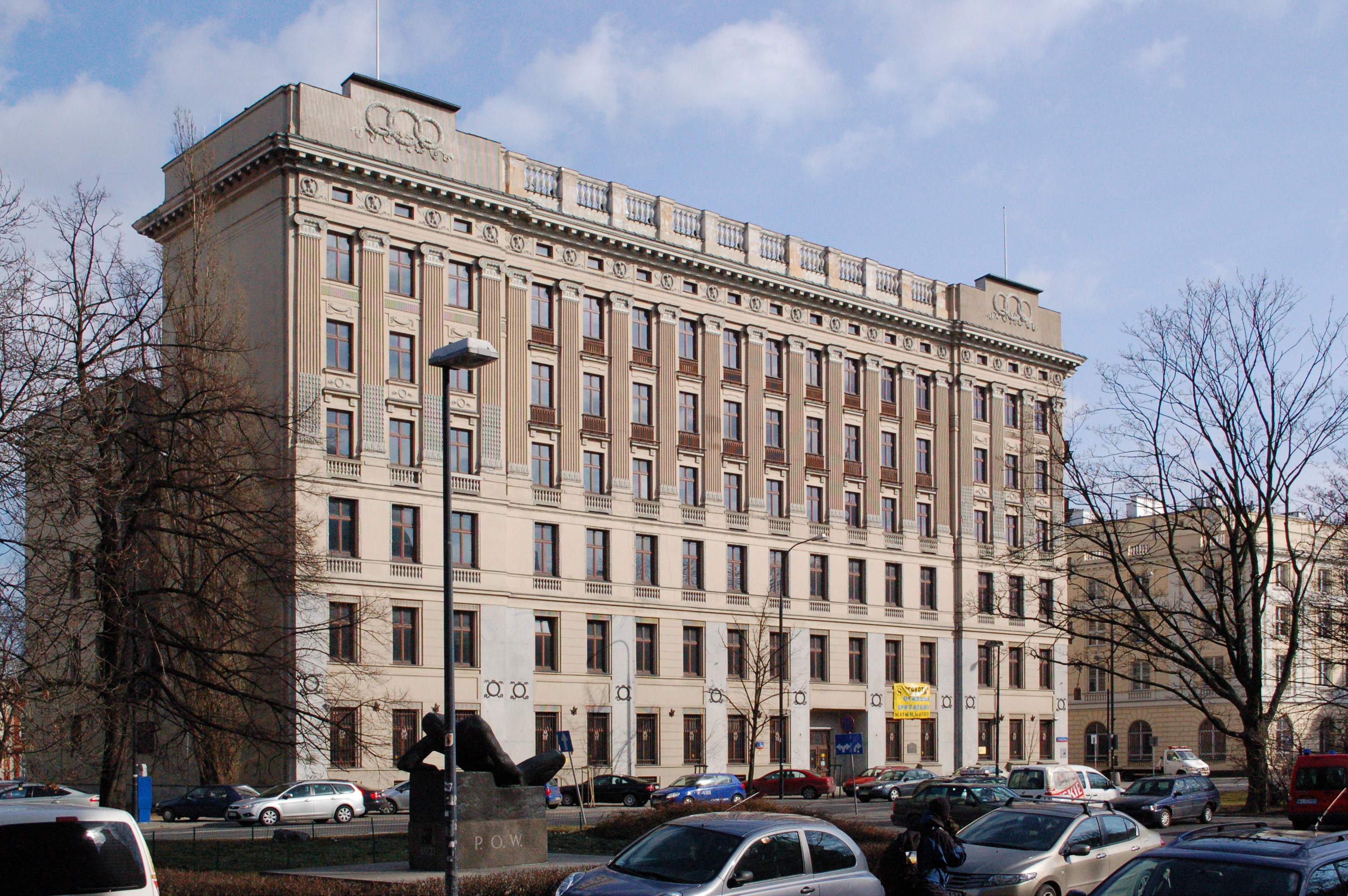
Kamienica przed remontem
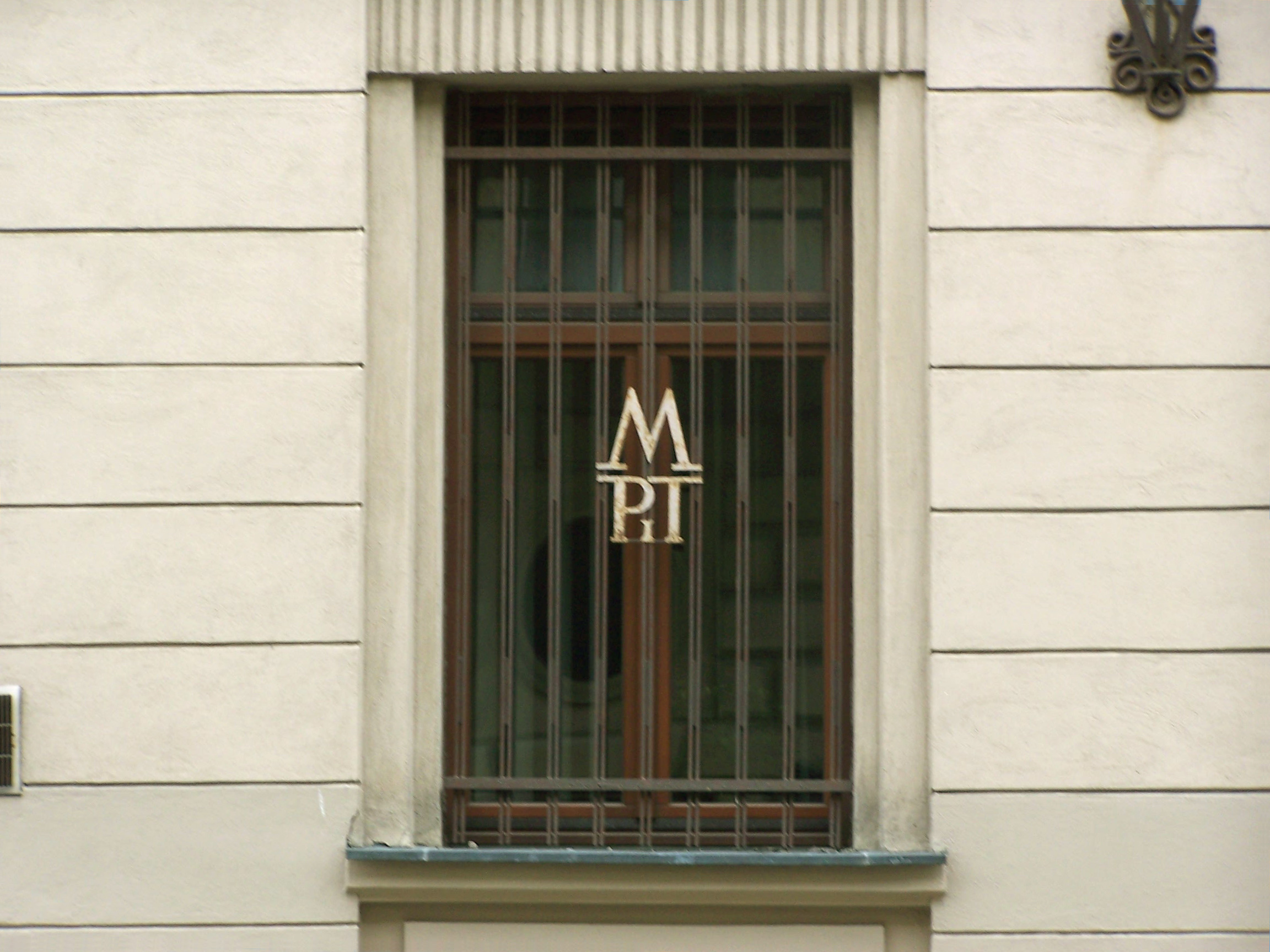
Monogram Ministerstwa Poczt i Telegrafów